# Bulbophyllum guamense
Bulbophyllum guamense är en orkidéart som beskrevs av Oakes Ames. Bulbophyllum guamense ingår i släktet Bulbophyllum och familjen orkidéer. Inga underarter finns listade i Catalogue of Life.